# 高濃度酸素水
高濃度酸素水（こうのうどさんそすい）とは、通常の空気中に置かれた水に含まれているよりも多い量の酸素を溶かし込んだ水である。単に酸素水、あるいは酸素強化水といった呼称もあるが、「酸素水」は商品名である。
空気中に置いた水には平衡状態で20°Cで1リットルあたりおよそ9.3ミリグラムの酸素が溶解しているが、市販されている高濃度酸素水にはその5〜30倍程度の酸素が含まれているとされている。

## 販売
高濃度酸素水は1999年には日本食研からすでに発売されていた。2006年になってからアサヒ飲料が参入しコンビニエンスストアで陳列されたりすることによって特に注目されるようになった。背景には酸素バーの流行など、酸素が体に良いとするイメージが流布していることがあると思われる。
市販されている高濃度酸素水の用途は主に飲料用と化粧水としてである。酸素を体に供給するためストレスなどによる細胞の酸素不足を解消して、慢性的な疲労の回復や美容や健康維持に良いとの主張がされている場合もある（ただし、このような効能を主張をしての販売は薬事法違反のおそれもあるので注意が必要である）。

## 効果
そもそも酸素は水に溶けにくい気体であるため、通常の30倍の酸素（20°Cで1リットルあたりおよそ280ミリグラムである）が溶解している場合でも、1リットルに含まれる酸素量は安静時に10回程度呼吸して体内に吸収される酸素量にすぎない。また呼吸器ではない皮膚や消化器からどれほど吸収されて有効に利用されるかについては定かではない。皮膚や消化器からの酸素の摂取はなく肺からのみである。肺からの酸素摂取は、赤血球中のヘモグロビンへの酸素の吸着により行われており、溶解型酸素による組織への運搬は非常に少量で、3 %にすぎず、97 %がヘモグロビンによって運搬される。肺胞を通過した直後のヘモグロビンの酸素飽和度は100 %であり、いくら酸素分圧を増加させても、これ以上酸素飽和度を増やすことはできない。
このような事情から、販売者によっては、特に効能等は主張せず、単に高級なミネラルウォーターとして市販している。
飲料用の高濃度酸素水は大手の飲料メーカーでも発売しているものがあるのに対し、化粧水では大手のメーカーの製品は見られない。この原因としては化粧水に用いられる原料の中には酸化によって劣化するものもあり酸素との相性が悪いこと、もともと活性酸素が肌の老化をもたらすということから酸素のイメージがかならずしもプラスイメージとならないことが考えられる。
株式会社REO研究所が製造するいわゆるナノバブル水について産業総合技術研究所が分析、構造解析を図ったが十分な成果が得られていない。
同研究所製造のバブル水の効果については、ナノバブル学会にて多くの発表例があるが効果と原理の相関が解明されておらず理論化
が待たれる。